# Maria Adélia Aparecida de Souza

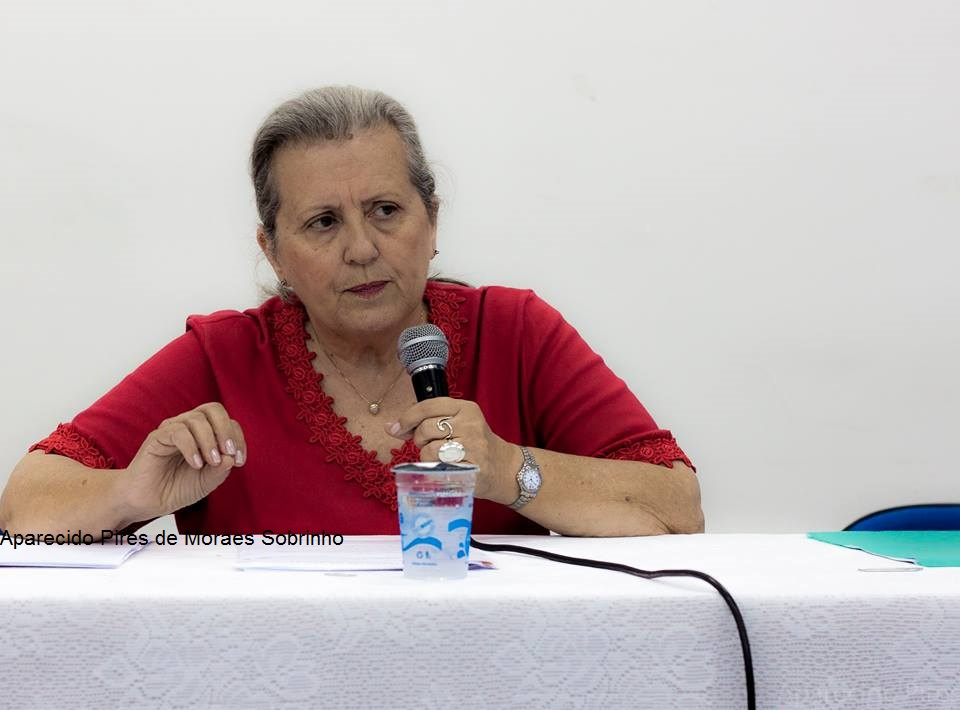
Maria Adélia Aparecida de Souza, 2014

Maria Adélia Aparecida de Souza (* 29. Oktober 1940 in Espírito Santo do Pinhal, São Paulo) ist eine brasilianische Humangeografin.

## Biografie
Souza studierte in Paris bei Celso Furtado und promovierte 1975 in Geographie an der Universität Paris I bei Pierre Monbeig und Michel Rochefort. 1989 habilitierte (livre-docência) sie am Geographischen Institut der Universität São Paulo (USP) mit einer Arbeit über die Vertikalisierung der Stadt São Paulo (A identidade da metrópole: a verticalização em São Paulo). 1995 wurde sie Vollzeitprofessorin (Professora titular) am Geographischen Institut der USP. Sie ist Ehrendoktorin der Universidade Estadual Vale do Acaraú (2014) und der Universidade Estadual de Alagoas (2016) und lehrte u. a. an der Katholischen Universität Lyon.
Souza forschte zu Stadt- und Regionalplanung für die Stadt und den Bundesstaat São Paulo und war Beraterin beim Nationalen Rat für Wissenschaftliche und Technologische Entwicklung. Sie war eine Vertraute von Milton Santos und gab mit ihm u. a. das Buch O novo mapa do mundo (1994) heraus. 1996 gab sie Santos’ Festschrift O mundo do cidadão, um cidadão do mundo heraus.
Souza wohnt in Campinas. Im Ruhestand verdient sie an der USP monatlich 29.698,19 Reais (Stand 2021).

## Schriften (Auswahl)
- Mit Jorge Guilherme Francisconi: Política nacional de desenvolvimento urbano. Estudos e proposições alternativas. Instituto de Planejamento Econômico e Social, Brasília 1976, OCLC 3513606.
- Governo urbano. Nobel, São Paulo 1988, ISBN 85-213-0519-2.
- mit Milton Santos (Hrsg.): O novo mapa do mundo. Fim de século e globalização. Hucitec, São Paulo 1994.
- mit Milton Santos, Maria Laura Silveira: Território. Globalização e fragmentação. Hucitec, São Paulo 1994, ISBN 85-271-0273-0.
- A identidade da metrópole. A verticalização em São Paulo. Habilitationsschrift. Hucitec, São Paul 1994, ISBN 85-271-0271-4.
- Als Herausgeberin: O mundo do cidadão, um cidadão do mundo. Hucitec, São Paulo 1996, ISBN 85-271-0370-2.
- São Paulo. Ville mondiale et urbanisme français sous les tropiques. L’Harmattan, Paris 1998. ISBN 2-7384-6410-6.
- Beitrag in: Jacques Lévy (Hrsg.): Milton Santos, philosophe du mondial, citoyen du local. Presses polytechniques et universitaires romandes, Lausanne 2007, ISBN 978-2-88074-709-1.
- Território brasileiro. Usos e abusos. Eduneal, Arapiraca 2017, ISBN 978-85-67350-17-2.